# 1025

## Родени
- Елисавета Ярославна, кралица на Норвегия

## Починали
- 15 декември – Василий II, византийски император